# Самородне олово
Олово самородне (рос. олово самородное; англ. native tin; нім. gediegenes Zinn n) — мінерал класу самородних елементів.

## Історія, етимологія
Римляни знали прикметник stanneus, описуючи, що таке олово, метал, присвячений Юпітер. Латинське слово «stannus» — полісемічне, що означає, перш за все, свинець, по-друге, свинцевий блиск і, нарешті, олово. Пліній Старший згадує та описує сплав свинцю та олова. У пізньому греко-римському світі латинський термін «stannum», як правило, використовується для позначення цього дорогоцінного металу..

## Загальний опис
Склад Sn. Сингонія тетрагональна. Вид дитетрагонально-дипірамідальний. Зерна округлої, пластинчастої або неправильної форми. Природні кристали дуже рідкісні. Густина 7,31. Твердість 2–3. Колір олов'яно- або сірувато-білий. Риса біла, блискуча. Злам гачкуватий. Самородне олово ковке і тягуче. Блиск металічний. Непрозоре. В аншліфах біле. Слабо анізотропне. При 180 °С біле олово переходить у сіре. Зустрічається переважно в розсипах. Знайдене також на Місяці. Умови виникнення вивчені недостатньо. Рідкісне.

## Різновиди
Розрізняють:
- олово біле (олово);
- олово гірське (застаріла назва каситериту);
- олово голчасте (каситерит у вигляді гостропірамідальних видовжено-призматичних кристалів);
- олово дерев'янисте, або дніпровськіт (різновид каситериту гроно- і ниркоподібної форми з концентричною і променистою будовою, за назвою річки Дніпро);
- олово річкове (каситерит з алювіальних розсипів);
- олово розсипне (каситерит у вигляді зерен з алювіальних відкладів);
- олово-танталіт (різновид танталіту, який містить 9,06 % SnO2); α-олово (штучне «сіре олово» зі структурою типу алмазу); β-олово (олово).